# Wladimir Wsewolodowitsch Krainew
Wladimir Wsewolodowitsch Krainew (russisch Владимир Всеволодович Крайнев; * 1. April 1944 in Krasnojarsk; † 29. April 2011 in Hannover) war ein russischer Pianist und Hochschullehrer.

## Leben

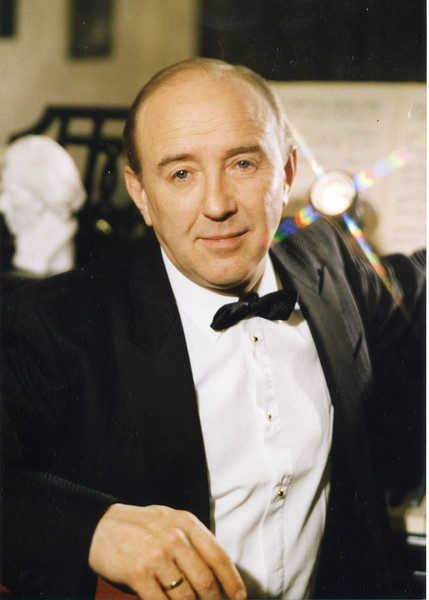
Porträt Wladimir Krainew, um 2000

Wladimir Krainew erhielt an der Musikschule Charkow Unterricht und studierte ab 1962 am Moskauer Tschaikowski-Konservatorium, unter anderem bei Heinrich Neuhaus. Es folgte ein Aufbaustudium bei dessen Sohn Stanislaw Neuhaus mit dem Diplom 1969. Krainew gewann Preise bei mehreren internationalen Klavierwettbewerben, so in Leeds 1963 (2. Preis), Lissabon 1964 (1. Preis, gemeinsam mit Nelson Freire) und 1970 beim 9. Tschaikowski-Wettbewerb in Moskau den 1. Preis (gemeinsam mit John  Lill). Später fungierte er selbst häufig als Jurymitglied wichtiger Musikwettbewerbe (etwa als Vorsitzender des Tschaikowski-Musikwettbewerbs 2002 in Moskau).
Als Solist konzertierte er in Europa, den USA und Fernost, auch gemeinsam mit Orchestern und Kammermusikpartnern wie Natalia Gutman, Gidon Kremer, Heinrich Schiff oder dem Borodin-Quartett. Alfred Schnittke widmete Krainew sein Konzert für Klavier und Streicher, das dieser 1979 uraufführte. Ab 1992 lehrte Krainew an der Hochschule für Musik und Theater Hannover, wo er seit 1994 eine Professur für Klavier innehatte.
Krainew initiierte die Konzertreihe „Vladimir Krainev invites“ am Moskauer Konservatorium und organisierte 1992 den ersten Internationalen Wettbewerb für junge Pianisten in Charkow. 1994 gründete er die Internationale Vladimir-Krainev-Gesellschaft zur Förderung junger Musiker.
Krainew war mit der Eiskunstlauftrainerin Tatjana Anatoljewna Tarassowa verheiratet.